# Млынарский, Эмиль
Эмиль Шимон Млына́рский (пол. Emil Szymon Młynarski; 18 июля 1870[…], Кибартай, Сувалкская губерния — 5 апреля 1935[…], Варшава) — российский и польский дирижёр, скрипач, композитор и музыкальный педагог.

## Биография
Окончил Санкт-Петербургскую консерваторию (1889) у Леопольда Ауэра (скрипка), Анатолия Лядова и Николая Римского-Корсакова (композиция). В 1890—1893 годах гастролировал как скрипач в России, Германии, Англии, однако затем отказался от исполнительской карьеры. В 1893—1897 годах — руководитель класса скрипки в школе Императорского музыкального общества в Одессе (будущая Одесская консерватория) — среди его учеников был, в частности, Александр Житомирский.
В марте 1898 года заменил заболевшего Чезаре Тромбини за дирижёрским пультом Варшавской оперы и дирижировал «Аидой» Верди с таким успехом, что после смерти Тромбини несколько месяцев спустя Млынарскому было предложено занять его место, и в 1898—1903 годах Млынарский был музыкальным руководителем Варшавского оперного театра (этот пост в дальнейшем занимал ещё дважды: в 1919—1929 и 1931—1932 годах). В 1901—1905 годах был также первым музыкальным руководителем Варшавского филармонического оркестра. В 1904—1907 годах (и затем в 1919—1929 годах) возглавлял также Варшавскую консерваторию и вёл в ней класс дирижирования (у Млынарского, в частности, учились Пауль Клецки, Казимеж Вилкомирский, Хенрик Варс). Работал также за пределами Польши, в 1910—1916 годах возглавляя Шотландский оркестр в Глазго, в 1917—1918 годах — оркестр Большого театра в Москве, а в 1929—1931 годах — кафедру дирижирования в Кёртисовском институте в США.
Из сочинений Млынарского наибольшим успехом пользовался первый из двух скрипичных концертов (ре минор, op. 11, 1897), удостоенный премии в 1898 году на международном конкурсе в Лейпциге. Ему принадлежит также опера «Летняя ночь» (пол. Noc letnia; 1913), ряд симфонических и камерных произведений.
Дочь Млынарского Анеля стала женой пианиста Артура Рубинштейна.